# Milly-sur-Thérain
Milly-sur-Thérain é uma comuna francesa na região administrativa de Altos da França, no departamento de Oise. Estende-se por uma área de 19,57 km². Em 2010 a comuna tinha 1 786 habitantes (densidade: 91,3 hab./km²).